# Geert van Beijeren & Adriaan van Ravesteijn
Geert van Beijeren Bergen en Henegouwen (1933-2005) en Adriaan van Ravesteijn (1938-2015) waren Nederlandse galeriehouders en kunstverzamelaars. Ze leidden van 1968 tot 2001 de toonaangevende galerie Art & Project, aanvankelijk in Amsterdam, vanaf 1989 in Slootdorp. Van 1968-1989 publiceerden ze het gelijknamige kunsttijdschrift Art & Project. In de loop der jaren brachten Van Beijeren en Van Ravesteijn tevens een grote kunstcollectie bijeen, die inmiddels in diverse musea in binnen- en buitenland is ondergebracht.

## Biografische schets
Geert van Beijeren begon zijn carrière als bibliothecaris van het Stedelijk Museum in Amsterdam. Vanaf 1967 was hij medewerker van het blad Museumjournaal. Van 1971 tot 1979 was hij conservator schilder- en beeldhouwkunst van het museum, waardoor hij, om belangenverstrengeling te voorkomen, tijdelijk terugtrad van de enkele jaren eerder met zijn partner Adriaan van Ravesteijn opgerichte galerie. In 1973 organiseerde hij in het Stedelijk Museum tentoonstellingen van Robert Ryman en Richard Long. Van 1986 tot eind 1988 was hij hoofdconservator moderne kunst van Museum Boijmans Van Beuningen in Rotterdam.
Adriaan van Ravesteijn had bouwkunde gestudeerd aan de Technische Universiteit Delft. Van Beijeren en Van Ravesteijn waren beiden in kunst geïnteresseerd en waren vanaf het midden van de jaren 1960 regelmatige bezoekers van de galerie van Riekje Swart aan de Keizersgracht, in die tijd de enige internationaal georiënteerde galerie in Nederland. In september 1968 openden ze een bescheiden, eigen galerieruimte in het ouderlijk huis van Van Ravesteijn in de Richard Wagnerstraat in Amsterdam-Zuid, de later fameuze galerie Art & Project. De dagelijkse leiding van de galerie was in handen van Van Ravesteijn. Al vrij snel begonnen ze met de publicatie van het kunstenaarsbulletin Art & Project (1968-1989). Na enkele verhuizingen binnen Amsterdam, besloten de oprichters in 1989 de galerie over te plaatsen naar het afgelegen dorp Slootdorp in de Wieringermeer. In december 2001 sloot de galerie.
In 2005 overleed Geert van Beijeren. Adriaan van Ravesteijn leidde sindsdien een teruggetrokken leven. Op 24 juni 2014 werd hij benoemd tot Officier in de Orde van Oranje-Nassau. Burgemeester van Laren Elbert Roest reikte de onderscheiding en de bijbehorende versierselen uit. Hij kreeg de onderscheiding vanwege zijn belangeloze en royale schenkingen van kunstwerken aan zowel nationale als internationale musea. In januari 2015 overleed hij in een verpleeghuis in het Gooi aan de gevolgen van de spierziekte FSHD.

## Kunstcollectie "depot VBVR"
Tussen 1965 en 2005 brachten Van Beijeren en Van Ravesteijn (VBVR) een omvangrijke collectie hedendaagse kunst bijeen, aanvankelijk door aankopen via Galerie Riekje Swart, vanaf 1968 via persoonlijke contacten met kunstenaars die aan hun eigen galerie Art & Project verbonden waren. De nadruk in de verzameling lag op conceptuele kunst, land art en minimal art, met werken van kunstenaars als Alan Charlton, Armando, Sandro Chia, Francesco Clemente, Adam Colton, Tony Cragg, Enzo Cucchi, Ad Dekkers, Ger van Elk, Barry Flanagan, Lucio Fontana, Joris Geurts, Gilbert & George, Fons Haagmans, Jos Kruit, Richard Long, Keith Milow, Juan Muñoz, Nicholas Pope, Jan Schoonhoven, Han Schuil, Peter Struycken, David Tremlett, Richard Venlet, Toon Verhoef, Emo Verkerk, Carel Visser en Leo Vroegindeweij.
Tussen 1999 en 2005 gaven de galeriehouders een groot deel van de collectie - een duizendtal werken, inmiddels "Depot VBVR" gedoopt - in langdurig bruikleen aan het Rijksmuseum Twenthe. Daaronder bevonden zich belangrijke werken als The Tuileries van Gilbert & George, in 1974 in opdracht van Van Beijeren en Van Ravesteijn gemaakt voor de woonkamer van hun bovenverdieping aan de Willemsparkweg in Amsterdam. In 2008 en 2012 schonk Van Ravesteijn delen van dit bruikleen, waaronder meubels van Charles Eames en Arne Jacobsen, aan het museum. Ook het Gemeentemuseum Den Haag, het Museum Boijmans Van Beuningen in Rotterdam en het Kröller-Müller Museum in Otterlo ontvingen werken uit het Depot VBVR in langdurige bruikleen. Het archief van VBVR werd vanaf 2001 ondergebracht bij het RKD-Nederlands Instituut voor Kunstgeschiedenis. Opvallend was het 'passeren' van het Stedelijk Museum bij deze schenkingen/bruiklenen.
In 2008 schonk Adriaan van Ravesteijn het restant van de collectie, bestaande uit ca 230 werken, waaronder veel werken op papier, aan het Museum of Modern Art in New York. Eerder bevonden deze werken zich in het Musée d'art moderne et contemporain (MAMCO) in Genève, waar de bevriende conservator Christophe Cherix werkte. Bij het vertrek van Cherix naar MoMA besloot Van Ravesteijn dit deel van de collectie over te dragen aan het New Yorkse museum. In 2009 organiseerde het museum een tentoonstelling met de titel "In & Out of Amsterdam", met voornamelijk werken uit de Van Ravesteijn-Van Beijeren-donatie.